# トゥイ (企業)

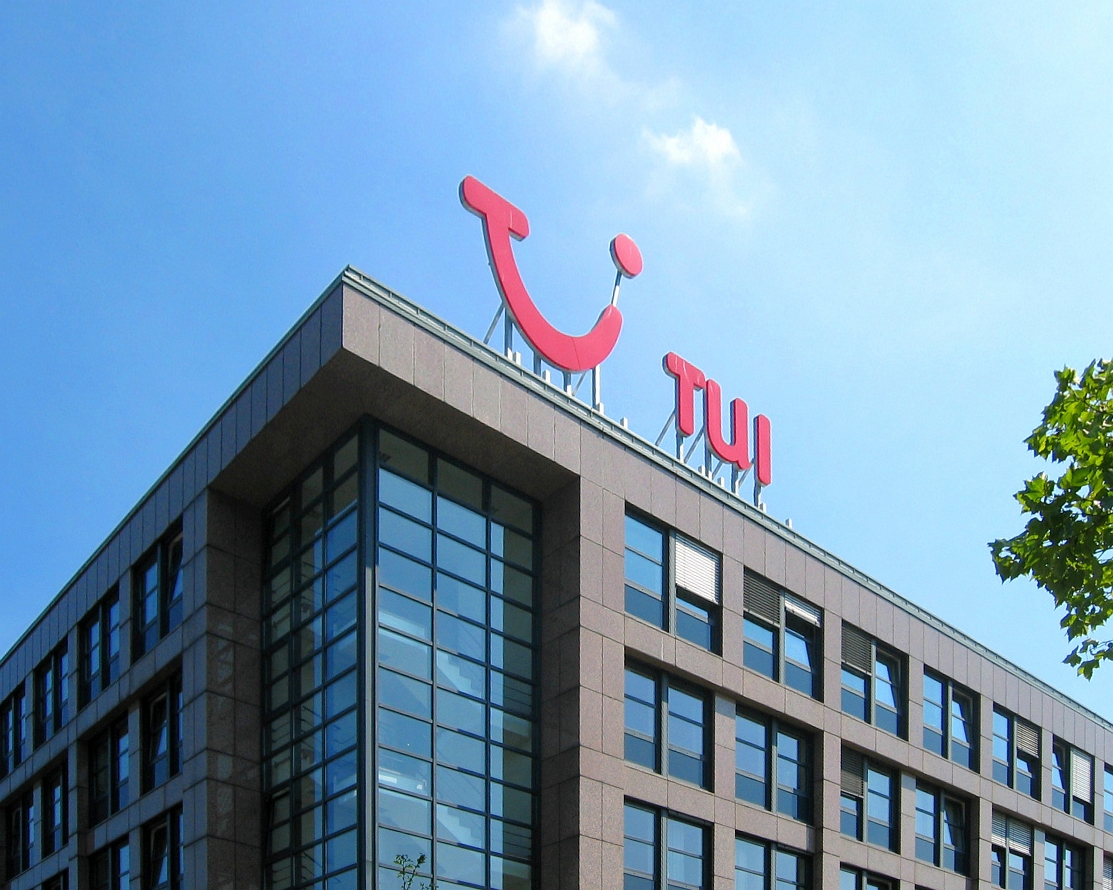
ハノーファーの本社ビル

トゥイ（独: Touristik Union International）はドイツの大手旅行会社。企業グループTUI AG（独: TUI Aktiengesellschaft）を構成し、多数の子会社を持つ。本社はハノーファー。

## 沿革
前身のプロイスザーク（独: Preussag AG、プロイセン鉱業鋳造会社）は、1923年に設立されたプロイセン州立の鉱工業企業で、2001年までは鉱工業と物流・交通を二本柱とするグループであった。1990年代半ばにプロイスザークは旅行・海運・物流を扱うグループであると自らを再定義し、製鉄会社であるザルツギッターAGなどの工業部門を分離・売却する一方、イギリスの旅行会社・クルーズ船運航企業のトムソンや、ドイツの老舗海運企業のハパックロイド、ドイツの有力旅行会社TUI（Touristik Union International）など、各国の旅行・交通関係企業を買収した。2002年7月1日、プロイスザークは、傘下に収めたTUIの名のほうを残す形で、「TUI AG」に社名変更した。

## 現在
現在のトゥイは、トゥイの名を冠する旅行会社を展開するほか、ヨーロッパ各地にランドオペレーター、ホテル、航空、クルーズ、小売店など多数の子会社を持つ、世界有数の旅行・観光関係企業グループである。旅行会社のグループ企業としては、イギリスのトムソン、フランスのヌーベル・フロンティエール、デンマークのStar Tour、フィンランドのFinnmatkatなどがあり、航空会社のグループ企業(TUI航空)としてTUIフライ・ドイッチュラント、トムソン航空などがある。2018年に現地ツアー・アクティビティ予約サイトのMusementを買収し傘下に加えている。
なお、ブンデスリーガのチームハノーファー96のメインスポンサーのほか、TUIアレーナの命名権を持っている。